# Rodolfo Moya
Rodolfo Moya, född 27 juli 1979, är en chilensk före detta fotbollsspelare som spelade som anfallare.

## Karriär

### Everton
15 år, 4 månader och 21 dagar gammal gjorde Moya sin debut för Evertons A-lag.